# مرکز ملی تنوع زیستی (سنگاپور)
مرکز ملی تنوع زیستی شاخه‌ای از هیئت پارک‌های ملی است و به عنوان مرکز جامع سنگاپور برای اطلاعات و فعالیت‌های مرتبط با تنوع زیستی فعالیت می‌کند. این سازمان تمام اطلاعات و داده‌های موجود در مورد تنوع زیستی در سنگاپور را مدیریت می‌کند. اطلاعات و داده‌های متنوع مرتبط با تنوع زیستی در حال حاضر توسط سازمان‌ها و افراد مختلف تولید، ذخیره و به‌روزرسانی می‌شوند. مرکز ملی تنوع زیستی با پیوند دادن چنین اطلاعات و داده‌هایی در یک پایگاه داده متا، سودمندی آنها را به حداکثر خواهد رساند. داشتن اطلاعات کامل و به‌روز برای بسیاری از فرآیندهای تصمیم‌گیری مربوط به تنوع زیستی بسیار مهم است. این مرکز اطلاعات و داده‌های تنوع زیستی در مرکز ملی تنوع زیستی، امکان شناسایی و رفع شکاف‌های دانش را نیز فراهم می‌کند.
مرکز ملی تنوع زیستی مسئولیت حفاظت از گیاهان و جانوران خشکی‌زی و دریایی در سنگاپور را بر عهده دارد و نماینده هیئت پارک‌های ملی در نقش خود به عنوان مرجع علمی دولت در زمینه حفاظت از طبیعت است. مرکز ملی تنوع زیستی همچنین نماینده سنگاپور در کنوانسیون‌های مختلف بین‌المللی و منطقه‌ای مرتبط با تنوع زیستی، از جمله کنوانسیون تنوع زیستی، مرکز تنوع زیستی آسه‌آن، گروه کاری حفاظت از طبیعت و تنوع زیستی آسه‌آن و آسانتا خواهد بود.
مرکز ملی تنوع زیستی قبلاً شاخه حفاظت از پارک‌های ملی بود. در ۱ آوریل ۲۰۰۳، به مرکز تنوع زیستی تغییر نام داد.
در ۲۲ مه ۲۰۰۶، مرکز ملی مرجع تنوع زیستی تأسیس شد. این موضوع اولین بار در سمپوزیوم تنوع زیستی سنگاپور در سال ۲۰۰۳ توسط ویوین بالاکریشنان به اطلاع عموم رسید.
در ژانویه ۲۰۰۸، نام آن به مرکز ملی تنوع زیستی تغییر یافت.

## ساختار سازمانی
مرکز ملی تنوع زیستی شاخه‌ای از بخش حفاظت از پارک‌های ملی است. NBC از چهار بخش تشکیل شده است؛ دفتر برنامه محیط زیست ساحلی و دریایی، روابط بین‌الملل، دریایی و زمینی.

### دفتر برنامه محیط زیست ساحلی و دریایی
دفتر برنامه محیط زیست ساحلی و دریایی (CMEPO) در آوریل ۲۰۰۸ به منظور تقویت هماهنگی بین سازمانی در مورد مسائل محیط زیست ساحلی و دریایی و همچنین تقویت ظرفیت استراتژیک سنگاپور در حوزه‌های مرتبط با محیط زیست ساحلی و دریایی تأسیس شد. سازمان‌های دولتی درگیر شامل وزارت امور خارجه (سنگاپور)، وزارت محیط زیست و منابع آب، آژانس ملی محیط زیست، وزارت حمل و نقل (سنگاپور)، سازمان دریانوردی و بنادر سنگاپور، وزارت توسعه ملی (سنگاپور) و هیئت پارک‌های ملی هستند.
CMEPO تلاش می‌کند تا پایه و اساس محکمی در سیاست‌گذاری، مدیریت و جهت‌دهی تحقیقات مرتبط با محیط زیست ساحلی و دریایی، مطابق با اهداف توسعه اقتصادی و پایدار بلندمدت سنگاپور، برای سنگاپور فراهم کند. CMEPO طیف گسترده‌ای از پروژه‌های فنی را در زمینه‌هایی مانند بوم‌شناسی و محیط زیست، دینامیک ساحلی، قانون‌گذاری و مقررات و سایر حوزه‌های فنی مربوط به محیط زیست ساحلی و دریایی انجام می‌دهد.

### روابط بین‌الملل
دپارتمان روابط بین‌الملل، توافق‌نامه‌های زیست‌محیطی منطقه‌ای و بین‌المللی را مدیریت می‌کند، تحلیل‌های سیاسی توافق‌نامه‌های زیست‌محیطی را ارائه می‌دهد و تحولات منطقه‌ای و بین‌المللی مربوط به حفاظت از تنوع زیستی را رصد می‌کند. این سازمان هم کارهای مربوط به کنوانسیون تنوع زیستی و همکاری آسه‌آن در زمینه حفاظت از طبیعت و تنوع زیستی و هم مواضع بین سازمانی در مورد موضوعات مرتبط با تنوع زیستی را هماهنگ می‌کند. همچنین از فعالیت‌های مرکز ملی تنوع زیستی در سیاست‌گذاری‌ها پشتیبانی می‌کند و در حال حاضر نقش دبیرخانه را در توسعه شاخص تنوع زیستی شهرها (CBI) بر عهده دارد.

### دریایی
اداره دریایی وظیفه و مسئولیت دارد تا اطمینان حاصل کند که تنوع زیستی دریایی غنی اما محدود سنگاپور به عنوان بخشی از میراث طبیعی آن حفظ می‌شود. دپارتمان دریایی به‌طور منظم سیاست‌های مربوط به حفاظت از دریاها در سنگاپور را تدوین و بررسی می‌کند و اطلاعات پایه به‌روزی در مورد تنوع زیستی دریایی را برای تصمیم‌گیری ارائه می‌دهد. طرح‌های توسعه‌ای که تأثیرات بالقوه‌ای بر تنوع زیستی دریایی دارند نیز مورد تجزیه و تحلیل قرار گرفته و اقدامات کاهش اثرات آنها اجرا خواهد شد. بخش دریایی، آگاهی از اهمیت تنوع زیستی دریایی و حفاظت از آن را ارتقا می‌دهد.

### زمینی
بخش زمینی، بررسی‌های میدانی منظمی را در ذخایر طبیعی، پارک‌های طبیعی، رابط‌های پارک و مناطق طبیعی سنگاپور انجام می‌دهد تا پایه داده‌های مرتبط با تنوع زیستی را در اکوسیستم‌های زمینی و آب شیرین سنگاپور افزایش دهد. پروژه‌های کلیدی شامل برنامه حفاظت از میمون‌های برگ‌پهن می‌شود.

## ابتکارات و محصولات

### استراتژی و برنامه اقدام ملی تنوع زیستی
استراتژی و برنامه اقدام ملی تنوع زیستی (NBSAP) سندی است که توسط مرکز ملی تنوع زیستی منتشر شده و طرح جامع سنگاپور برای حفاظت از تنوع زیستی را ترسیم می‌کند. هدف آن ارتقای حفاظت از تنوع زیستی با اتخاذ رویکردی عمل‌گرایانه به حفاظت و توسعه راه‌حل‌های منحصر به فرد برای چالش‌هایش است، زیرا سنگاپور کشوری پرجمعیت و بدون سرزمین‌های داخلی است. این طرح قصد دارد چارچوب‌های سیاستی و اقدامات خاصی را برای تضمین برنامه‌ریزی و هماهنگی بهتر در استفاده پایدار، مدیریت و حفاظت از تنوع زیستی سنگاپور ایجاد کند. در تهیه NBSAP، نظرات سازمان‌های مختلف بخش دولتی و گروه‌های طبیعت‌دوست مورد توجه قرار گرفته است. این طرح جامع همچنین تعهدات منطقه‌ای و بین‌المللی سنگاپور، به‌ویژه کنوانسیون تنوع زیستی، را برآورده می‌کند.

### کتاب قرمز اطلاعات سنگاپور
کتاب قرمز سنگاپور شامل اطلاعات عمیقی از تمام گونه‌های گیاهی و جانوری در معرض خطر در سنگاپور است. این کتاب حاصل تلاش مشترک سازمان‌های مختلف دولتی و غیردولتی است. این کتاب اولین بار در سال ۱۹۹۴ منتشر شد و در سال ۲۰۰۸ با اطلاعات مرتبط‌تر و معتبرتر ارائه شده توسط طیف گسترده‌ای از متخصصان از سازمان‌هایی مانند مرکز ملی تنوع زیستی هیئت پارک‌های ملی، دانشگاه ملی سنگاپور و انجمن طبیعت (سنگاپور) با حمایت مالی شرکت شل سنگاپور، مورد بازنگری قرار گرفت.

### شاخص تنوع زیستی شهرها در سنگاپور
روندهای جمعیتی جهانی نشان می‌دهد که میزان شهرنشینی افزایش خواهد یافت و افراد بیشتری در شهرها زندگی خواهند کرد. در سال ۲۰۰۸، بیش از نیمی از جمعیت جهان در شهرها زندگی می‌کردند. سنگاپور، اگرچه یک کشور-شهر-جزیره‌ای بسیار شهرنشین است، اما به دلیل موقعیت جغرافیایی خود در یک نقطه کانونی تنوع زیستی، مجموعه‌ای غنی از تنوع زیستی را حفظ کرده است؛ بنابراین، سنگاپور از تخصص و آمادگی لازم برای ایجاد شاخص تنوع زیستی شهرها برخوردار است.
از این رو، وزیر توسعه ملی سنگاپور، آقای ماه بو تان، در نهمین نشست اعضای کنوانسیون تنوع زیستی در بن، آلمان در ماه مه ۲۰۰۸، پیشنهاد ایجاد شاخصی برای سنجش تنوع زیستی در شهرها را ارائه داد برای تدوین جزئیات این شاخص، دبیرخانه کنوانسیون تنوع زیستی و هیئت پارک‌های ملی سنگاپور به‌طور مشترک یک کارگاه تخصصی فنی در مورد شاخص تنوع زیستی شهرها در سنگاپور برگزار کردند. ۱۷ کارشناس فنی در حوزه شاخص‌های تنوع زیستی و همچنین مدیران شهری مسئول اجرا و مدیریت پروژه‌های تنوع زیستی و شهری در این کارگاه شرکت کردند.

## برای مطالعهٔ بیشتر
- Chan, L.; Djoghlaf, A. (2009). "Invitation to help compile an index of biodiversity in cities". Nature. 460 (7251): 33. Bibcode:2009Natur.460...33C. doi:10.1038/460033a. PMID 19571865.
- Cheong, L. F.; Tang, H. B.; Ngiam, R. W. J. (2009). "New Records for Singapore Dragonflies" (PDF). Agrion. 13 (1): 8–13. Archived from the original (PDF) on 20 July 2011. Retrieved 26 May 2010.
- Tan, K. S.; Chan, L.; Chou, L. M.; Ng, P. K. L. (2009). "Fourteenth International Marine Biology Workshop 2006: The Marine Flora and Fauna of Singapore". Raffles Bulletin of Zoology (22): 1–3.